# Lene Due
Lene Due Andersen (født 29. december 1948 på Mols) er en dansk pædagog og tidligere kommunalpolitiker, der var borgmester i Vissenbjerg Kommune fra 2002 til 2007, valgt for Socialdemokratiet.
Lene Due er datter af Hakan Due Andersen, der var medlem af Vissenbjerg Sogneråd for Socialdemokratiet. Hun blev født på Mors, men familien flyttede da hun var ganske lille til Skalbjerg, hvor hun voksede op. Hun er uddannet pædagog og var frem til sin tiltræden som borgmester leder af en børnehave.
Lene Due blev første gang valgt til kommunalbestyrelsen i 1994 og blev borgmester i 2002, hvor hun overtog efter Ole Nielsen. Hun var borgmester på baggrund af en bred konstituering mellem SF, Borgerlisten, De Konservative og Socialdemokratiet, der repræsenterede 10 ud af 13 mandater i kommunalbestyrelsen.